# Élections législatives birmanes de 2015
Les élections législatives birmanes de 2015 qui se déroulent le 8 novembre 2015, désignent 498 des 664 membres des deux chambres du Parlement de la Birmanie.

## Système électoral
Les élections législatives en Birmanie fonctionnent selon le système majoritaire uninominal, au suffrage universel direct à un tour. Chaque électeur choisit trois candidats, l'un à la chambre haute du Parlement (Amyotha Hluttaw ou chambre des nationalités), l'autre à la chambre basse du Parlement (Pyithu Hluttaw ou chambre des représentants) et le troisième à l'assemblée régionale correspondant à son lieu de résidence.
Le Parlement birman, (Pyidaungsu Hluttaw ou Assemblée de l'Union) est en effet constituée de deux chambres : la chambre haute, Amyotha Hluttaw avec 224 sièges, et la chambre basse, Pyithu Hluttaw avec 440 sièges. Le caractère démocratique du système législatif est toutefois sérieusement limité par la réservation à des militaires non élus de 25 % des sièges de l'une et l'autre assemblées. D'autre part, les sept États habités par les minorités ethniques à la périphérie du pays et les sept régions d'ethnie birmane sont dotés d'assemblées d’État (ပြည်နယ်; pyi ne, IPA: [pjìnɛ̀]) ou d'assemblées régionales (တိုင်းဒေသကြီး; taing detha gyi, IPA: [táiɴ dèθa̰ dʑí]), dont le nombre de membres dépend de celui des communes, 143 pour l'État Shan, 123 pour la région de Yangon, mais seulement 20 pour l'État Karen. L'ensemble de ces assemblées d'État, régionales et locales est constituée de 864 membres dont 644 élus, les autres étant des militaires.
Le nouveau Parlement désignera le futur président en 2016.

## Contexte
Pour la deuxième fois depuis l'entrée en vigueur de la Constitution de 2008, une trentaine de millions de Birmans élisent leurs députés aux trois assemblées. Quelque 90 partis sont en lice, mais l'enjeu est le score qu'obtiendront les deux principaux partis, le Parti de l'union, de la solidarité et du développement (USDP) de l'actuel président Thein Sein, qui détient actuellement la majorité, et la Ligue nationale pour la démocratie (LND) de l'opposante Aung San Suu Kyi, élue députée aux élections législatives partielles de 2012. Lors des élections autorisées en 1990 par le pouvoir militaire, la LND avait déjà remporté 392 sur 485 sièges du Parlement, mais la junte avait invalidé ces résultats, se déclarant seule détentrice du pouvoir législatif.
Le secrétaire général de l'Onu, Ban Ki-moon, s'est dit préoccupé par "l'usage de la religion à des fins politiques" et par "les discours de haine" tenus à l'occasion de ces élections. Les conditions dans lesquelles elles se tiennent compromettent en effet leur validité. Dans un pays où les musulmans représentent 5 % de la population, la plupart des candidatures musulmanes, dont celles des parlementaires actuellement en exercice, ont été invalidées, y compris par la LND qui admet céder à la pression des nationalistes bouddhistes islamophobes, très actifs depuis plusieurs mois, comme l'association Ma Ba Tha. Quant aux Rohingya au nombre d'environ un million, ils ne sont toujours pas considérés comme des citoyens birmans et sont donc privés du droit de vote.
Outre cette limitation du droit de vote et d'élégibilité, diverses circonstances restreignent le nombre d'inscrits et de votants. Beaucoup de travailleurs expatriés en Thaïlande où ils seraient trois millions, mais aussi en Malaisie et à Singapour ne se sont pas inscrits, souvent faute d'information. Le porte-parole de la commission électorale, Thein Oo a lui-même reconnu qu'il y avait des problèmes dans l'organisation du vote à l'étranger. Il en est de même pour les migrants de l'intérieur, quelques dizaines de milliers, ainsi que pour les réfugiés d'ethnie Karen qui vivent dans les camps à la frontière thailandaise. Par ailleurs, le vote ne sera pas assuré dans certaines zones tenues par des groupes rebelles armés de minorités ethniques, y compris là où des accords de cessez-le-feu ont été récemment conclus, la situation demeurant incertaine,. De ce fait, sept sièges ont été supprimés à la Chambre des représentants et quatorze dans les assemblées régionales. Le journal de l'opposition Irrawaddy avance le chiffre de près de quatre millions de Birmans qui ne pourraient pas voter pour diverses raisons.

## Résultats
La participation est estimée à 80 % de l'électorat. La Commission électorale annonce dès le 13 novembre la très large victoire de la LND, le parti de l'opposition, qui a finalement obtenu au total 390 sièges et devient largement majoritaire dans les deux assemblées du parlement contre 41 à l'UNSD, dont certains membres de premier plan ont été battus ; même dans la nouvelle capitale de Naypyidaw, habitée uniquement par des fonctionnaires, on a on a voté pour la LND. Le président Thein Sein, lui-même, a félicité Aung San Suu Kyi pour sa victoire, et déclaré que le gouvernement sortant accepterait les résultats et assurerait la stabilité dans la période de transition, les nouveaux élus ne devant siéger que fin janvier 2016. Ils ne pourront pas élire un nouveau président avant février ou mars 2016.

### Chambre des représentants
330 des 440 sièges au Pyithu Hluttaw (Chambre des représentants) étaient à pourvoir. Les 110 sièges restants (25 %) ne sont pas élus mais, à la place, réservés pour des militaires nommés (pris dans le personnel de la Tatmadaw ; officiellement connus comme les "représentants de l'Armée").

Chambre des représentants en 2015

| Parti | Parti                                                         | Suffrages  | Suffrages | Députés | Députés | Députés |
| Parti | Parti                                                         | Voix       | %         | Sièges  | +/-     | %       |
| ----- | ------------------------------------------------------------- | ---------- | --------- | ------- | ------- | ------- |
|       | Ligue nationale pour la démocratie (NLD)                      | 12 794 561 | 57,06     | 255     | +218    | 57,95 % |
|       | Parti de l'union, de la solidarité et du développement (USDP) | 6 341 920  | 28,28     | 30      | –183    | 6,81 %  |
|       | Ligue des nationalités Shan pour la démocratie (SNLD)         | 352 914    | 1,57      | 12      | +12     | 2,73 %  |
|       | Parti national de l'Arakan                                    | 490 664    | 2,19      | 12      | +4      | 2,73 %  |
|       | Organisation nationale Pa-O (PNO)                             | 224 673    | 1,00      | 3       | ±0      | 0,68 %  |
|       | Parti national Ta'Arng                                        | 97 394     | 0,43      | 3       | +2      | 0,68 %  |
|       | Congrès Zomi pour la démocratie (ZCD)                         | 27 142     | 0,12      | 2       | +2      | 0,45 %  |
|       | Parti du développement national Lisu (LNDP)                   | 24 096     | 0,11      | 2       | +2      | 0,45 %  |
|       | Parti de la démocratie de l'État Kachin (KSDP)                | 27 877     | 0,12      | 1       | +1      | 0,23 %  |
|       | Parti démocratie et unité du Kokang (KDUP)                    | 13 990     | 0,06      | 1       | ±0      | 0,23 %  |
|       | Parti démocratique Wa (WDP)                                   | 8 216      | 0,04      | 1       | -1      | 0,23 %  |
|       | Indépendants                                                  | 1 005 617  | 4,48      | 1       |         | 0,23 %  |
|       | Sièges non pourvus pour cause d'insurrection                  | -          | -         | 7       | -       | 1,59 %  |
|       | Militaires nommés                                             | -          | -         | 110     | -       | 25 %    |
| TOTAL | TOTAL                                                         |            |           | 440     |         | 100%    |

### Chambre des nationalités

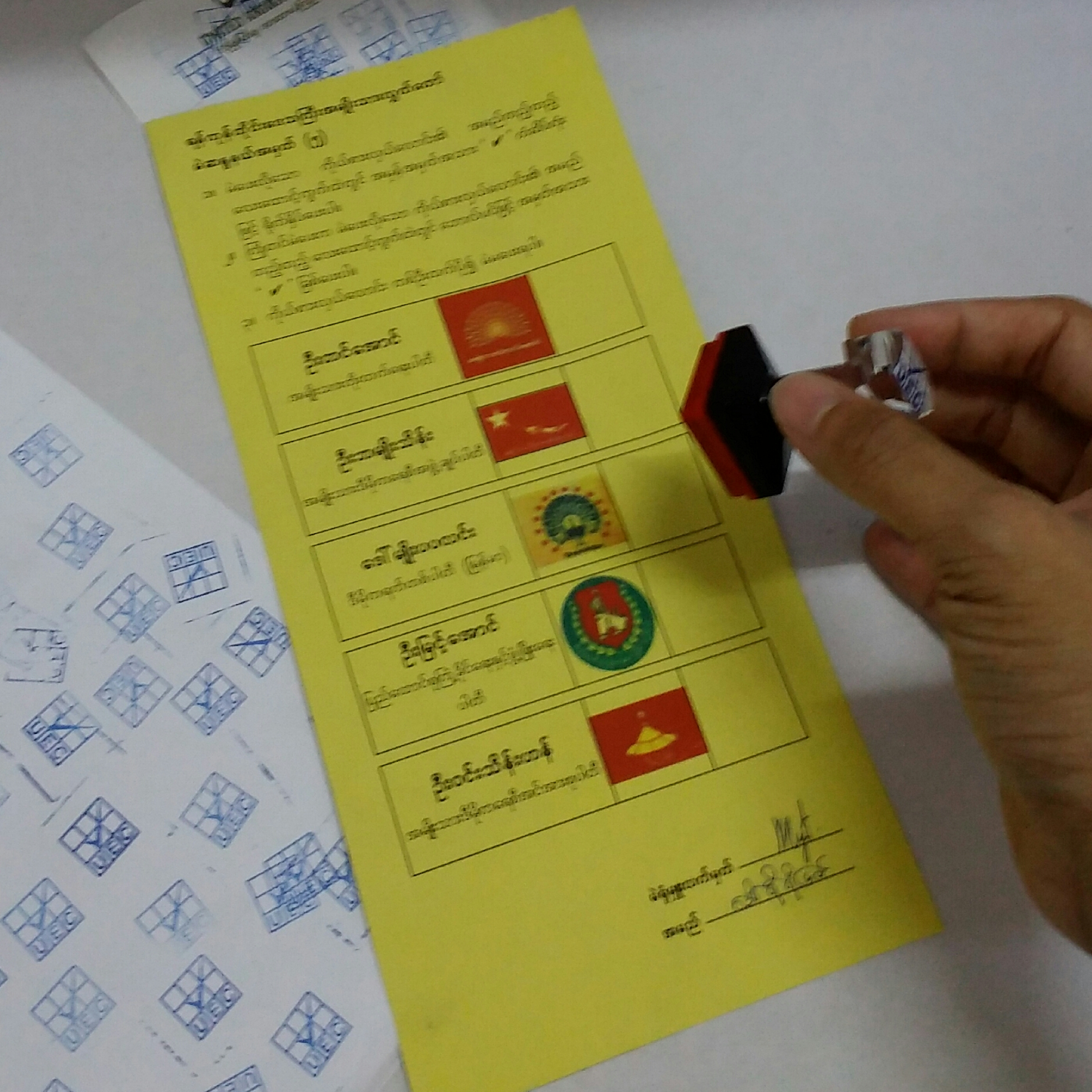
Un bulletin de vote et un tampon encreur dans un bureau de vote.

Chambre des nationalités en 2015

168 des 224 sièges au Amyotha Hluttaw (Chambre des nationalités) étaient en lice pour les élections. Les 56 sièges restants (25 %) ne sont pas élus mais, à la place, réservés pour des militaires nommés (pris dans le personnel des Forces armées birmanes ; officiellement connus comme les "représentants de l'Armée").
| Parti | Parti                                                         | Suffrages | Suffrages  | Suffrages | Députés | Députés | Députés |
| Parti | Parti                                                         | Voix      | %          | +/-       | Sièges  | +/-     | %       |
| ----- | ------------------------------------------------------------- | --------- | ---------- | --------- | ------- | ------- | ------- |
|       | Ligue nationale pour la démocratie (NLD)                      | 57,68     | 13 100 673 |           | 135     | +131    | 60,27 % |
|       | Parti de l'union, de la solidarité et du développement (USDP) | 28,20     | 6 406 108  |           | 11      | –112    | 4,91 %  |
|       | Parti national de l'Arakan                                    | 2,20      | 501 962    |           | 10      | +3      | 4,46 %  |
|       | Ligue des nationalités Shan pour la démocratie (SNLD)         | 1,60      | 437 361    |           | 3       | +3      | 1,34 %  |
|       | Parti national Ta'Arng                                        |           |            |           | 2       | +2      | 0,89 %  |
|       | Congrès Zomi pour la démocratie (ZCD)                         |           |            |           | 2       | +2      | 0,89 %  |
|       | Parti national Môn                                            |           |            |           | 1       | +1      | 0,45 %  |
|       | Organisation nationale Pa-O (PNO)                             |           |            |           | 1       | ±0      | 0,45 %  |
|       | Parti de l'unité nationale (NUP)                              |           |            |           | 1       | -4      | 0,45 %  |
|       | Indépendants                                                  |           |            |           | 2       | +1      | 0,89 %  |
|       | Militaires nommés                                             | -         | -          | -         | 56      | -       | 25 %    |
| TOTAL | TOTAL                                                         |           |            |           | 224     |         | 100%    |